# Municipio de Rochester (Ohio)
El municipio de Rochester (en inglés: Rochester Township) es un municipio ubicado en el condado de Lorain en el estado estadounidense de Ohio. En el año 2010 tenía una población de 799 habitantes y una densidad poblacional de 17,46 personas por km².

## Geografía
El municipio de Rochester se encuentra ubicado en las coordenadas 41°5′46″N 82°18′31″O / 41.09611, -82.30861. Según la Oficina del Censo de los Estados Unidos, el municipio tiene una superficie total de 45.76 km², de la cual 45,7 km² corresponden a tierra firme y (0,14 %) 0,06 km² es agua.

## Demografía
Según el censo de 2010, había 799 personas residiendo en el municipio de Rochester. La densidad de población era de 17,46 hab./km². De los 799 habitantes, el municipio de Rochester estaba compuesto por el 97,25 % blancos, el 0,63 % eran amerindios, el 0,5 % eran asiáticos, el 0,25 % eran de otras razas y el 1,38 % eran de una mezcla de razas. Del total de la población el 1,13 % eran hispanos o latinos de cualquier raza.